# New Lebanon (Pensilvania)
New Lebanon es un borough ubicado en el condado de Mercer en el estado estadounidense de Pensilvania. En el año 2000 tenía una población de 636 habitantes y una densidad poblacional de 62 personas por km².

## Geografía
New Lebanon se encuentra ubicado en las coordenadas 41°24′53″N 80°4′29″O / 41.41472, -80.07472

## Demografía
Según la Oficina del Censo en 2000 los ingresos medios por hogar en la localidad eran de $38,472 y los ingresos medios por familia eran $38,750. Los hombres tenían unos ingresos medios de $34,167 frente a los $17,750 para las mujeres. La renta per cápita para la localidad era de $16,735. Alrededor del 12.6% de la población estaba por debajo del umbral de pobreza.